# YAMATO (アルバム)
『YAMATO』（やまと）は、日本のミュージシャンである長渕剛の6枚目のベスト・アルバム。
2005年10月19日にフォーライフミュージックエンタテイメントからリリースされた。『BEST〜風〜』および『BEST〜空〜』（2002年）以来およそ3年4ヶ月ぶりとなるベスト・アルバムであり、長渕と角川春樹による共同プロデュースとなっている。
角川から映画『男たちの大和/YAMATO』（2005年）の主題歌製作を要請された事から本作のリリースが決定され、角川とのコラボレートにより東芝EMI所属時代の曲も含めて選曲された。収録にあたり、24bitデジタルリマスタリングが行われている。
本作の前にリリースされたシングル「金色のライオン」（2004年）は収録されず、『男たちの大和/YAMATO』の主題歌「CLOSE YOUR EYES」と挿入歌「YAMATO」が収録された。
オリコンチャートでは最高位6位となった。

## 背景
前作『Keep On Fighting』（2003年）リリース後、長渕は2003年7月19日の大阪WTCオープンエアスタジアムより8月16日の鹿児島県立鴨池野球場に至るまで、全国4都市全4公演におよぶライブツアー「LIVE 2003 KEEP ON FIGHTING野外Live Tour」を開催、その後8月10日の横浜赤レンガパークの模様を収録したライブDVD『Keep On Fighting LIVE 2003 夏』を11月26日にリリースした。さらに同年には9月13日のハーモニーホール座間より12月17日の沖縄コンベンションセンターに至るまで、全国29都市全29公演におよぶツアー「LIVE 2003 KEEP ON FIGHTING」を開催した。
12月7日には森進一への提供曲「狼たちの遠吠え」（2003年）がリリースされ、12月31日には第41回NHK紅白歌合戦以来13年ぶりとなるNHK総合音楽番組『第54回NHK紅白歌合戦』（2003年）に出演、「しあわせになろうよ」を演奏した他、森進一の出番において「狼たちの遠吠え」をギター演奏とバックコーラスで共演した。
2004年には3月23日から4月11日にかけて、「長渕剛　第三回詩画展『情熱』」が鹿児島県歴史資料センター黎明館にて開催され、およそ28000人を動員した。4月28日にはZEEBRAやゆずの岩沢厚治らが参加した初のトリビュート・アルバム『Hey ANIKI!』（2004年）がリリースされ、さらに同アルバムからシングルカットとして5月12日に「しあわせになろうよ'04」（2004年）がリリースされた。7月26日にはZepp東京にて「桜島オールナイトコンサート前夜祭 in Zepp TOKYO」を開催、Zepp東京でのライブの模様を、札幌、仙台、大阪、福岡の各地方のZeppにて衛星中継された。8月21日には桜島特設会場にて「桜島オールナイトコンサート」を開催し75000人を動員、11月20日にはその模様を収録した4枚組ライブアルバム『長渕剛 ALL NIGHT LIVE IN 桜島 04.8.21』（2004年）、12月15日には4枚組ライブDVD『SAKURAJIMA』（2004年）をリリースした。またこれと前後する形で11月14日の大阪グランキューブから12月1日の渋谷公会堂に至るまで、全国5都市5公演におよぶライブツアー「Thank You! Live 2004」を開催し、ツアー最終日の12月1日にはシングル「金色のライオン」（2004年）をリリース、同曲は京セラの携帯電話のコマーシャルソングとなり、コマーシャルの原案は長渕が発案し、監督は北村龍平が担当、さらにコマーシャルには長渕本人が出演した。
2005年、4月12日にフォーライフの本社にて長渕は角川春樹と会合し、映画『男たちの大和/YAMATO』（2005年）の主題歌の作成を依頼される。事の経緯は知人より「親知らず」（『JAPAN』収録）を聴かされた角川が長渕に興味を抱き、主題歌を依頼する流れになったという。8月24日には映画主題歌として採用されたシングル「CLOSE YOUR EYES/YAMATO」をリリース、また長渕はこの事が切っ掛けで「桜島」の次のテーマが「大和」であると認識して本作のリリースを決定した。

## 構成
下記のシングルおよびアルバムから選曲されている。
シングル
- 「静かなるアフガン」（2002年）
- 「CLOSE YOUR EYES/YAMATO」（2005年）

アルバム
- 『HOLD YOUR LAST CHANCE』（1984年） - 「HOLD YOUR LAST CHANCE」
- 『昭和』（1989年） - 「激愛」、「昭和」、「NEVER CHANGE」
- 『JEEP』（1990年） - 「西新宿の親父の唄」、「JEEP」、「お家へかえろう」、「Myself」
- 『JAPAN』（1991年） - 「JAPAN」、「親知らず」、「東京青春朝焼物語」、「俺の太陽」、「MOTHER」
- 『Captain of the Ship』（1993年） - 「Captain of the Ship」
- 『いつかの少年』（1994年） - 「いつかの少年」
- 『ふざけんじゃねぇ』（1997年） - 「ひまわり」、「いのち」
- 『SAMURAI』（1998年） - 「ふるさと」、「くちづけ」
- 『Keep On Fighting』（2003年） - 「桜島 SAKURAJIMA」
- 『長渕剛 ALL NIGHT LIVE IN 桜島 04.8.21』（2004年） - 「STAY DREAM」

## リリース、プロモーション、ツアー
2005年10月19日にフォーライフミュージックエンタテイメントよりデジパック仕様でリリースされた。CD2枚組であり、さらに「CLOSE YOUR EYES」と「YAMATO」のPVが収録されたDVDが付属している。
本作に関するテレビ出演は、2005年8月11日にテレビ朝日系報道番組『報道ステーション』（2004年 - ）に初出演し、尾道市にある映画『男たちの大和/YAMATO』のために制作された戦艦大和のセット上にて「CLOSE YOUR EYES」を歌唱した。
本作を受けてのコンサートツアーは「LIVE TOUR 2005 YAMATO」と題し、2005年10月6日の横須賀芸術劇場を皮切りに、11月9日の日本武道館まで全国6都市全9公演が行われた。また、ツアーファイナルとなった日本武道館の模様を収録したライブDVD『YAMATO 大和魂』を2006年5月31日にリリースした。

## 批評
| 専門評論家によるレビュー             | 専門評論家によるレビュー |
| レビュー・スコア                     | レビュー・スコア         |
| 出典                                 | 評価                     |
| ------------------------------------ | ------------------------ |
| CDジャーナル                         | 肯定的                   |
| 文藝別冊 長渕剛 民衆の怒りと祈りの歌 | 否定的                   |

音楽情報サイト『CDジャーナル』では、選曲に関しては「最新シングル『YAMATO』をはじめ、"アニキ"の軌跡を網羅」、内容に関しては「熱いメッセージがほとばしる」と肯定的に評価している。
文芸雑誌『文藝別冊 長渕剛 民衆の怒りと祈りの歌』においてライターの五井健太郎は、リリースされた当時の反響に関して「桜島の熱狂からおよそ一年が過ぎ、そろそろ次のオリジナルアルバムをと願っていたファンたちからは、正直あまり歓迎されたとはいえなかったようだ」と否定的な見解を述べているが、ベストアルバム『いつかの少年』（1994年）の後に発表された曲が収録されている点、収録曲のボリュームに関しては肯定的に捉えており、「いまでもその存在意義は失っていないといえるかもしれない」と他のベストアルバムと比較した上では肯定的に評価している。

## チャート成績
オリコンチャートでは最高位6位、登場回数21回となり、売り上げ枚数は9.4万枚となった。また、タワーレコードの「ジャパニーズ ロック&ポップス アルバム」部門では2005年10月17日付けで17位となった。

## 収録曲
全作詞・作曲: 長渕剛。
| #         | タイトル             | 作詞      | 作曲・編曲 | 編曲                                     | 初出作品                           | 時間 |
| --------- | -------------------- | --------- | ---------- | ---------------------------------------- | ---------------------------------- | ---- |
| 1.        | 「JAPAN」            |           |            | 瀬尾一三、長渕剛                         | アルバム『JAPAN』                  | 6:31 |
| 2.        | 「親知らず」         |           |            | 瀬尾一三、長渕剛                         | アルバム『JAPAN』                  | 5:24 |
| 3.        | 「静かなるアフガン」 |           |            | 笛吹利明、長渕剛                         | シングル「静かなるアフガン」       | 6:10 |
| 4.        | 「東京青春朝焼物語」 |           |            | 瀬尾一三、長渕剛                         | アルバム『JAPAN』                  | 6:26 |
| 5.        | 「ひまわり」         |           |            | 笛吹利明、長渕剛                         | シングル「ひまわり」               | 6:47 |
| 6.        | 「激愛」             |           |            | 瀬尾一三                                 | シングル「激愛」                   | 6:24 |
| 7.        | 「俺の太陽」         |           |            | 瀬尾一三、長渕剛                         | アルバム『JAPAN』                  | 4:08 |
| 8.        | 「昭和」             |           |            | 瀬尾一三                                 | アルバム『昭和』                   | 6:01 |
| 9.        | 「MOTHER」           |           |            | 瀬尾一三、長渕剛                         | アルバム『JAPAN』                  | 7:46 |
| 10.       | 「ふるさと」         |           |            | 長渕剛                                   | アルバム『SAMURAI』                | 7:19 |
| 11.       | 「桜島 SAKURAJIMA」  |           |            | 長渕剛、笛吹利明                         | アルバム『Keep On Fighting』       | 6:11 |
| 12.       | 「CLOSE YOUR EYES」  |           |            | 長渕剛／ストリングス・アレンジ：瀬尾一三 | シングル「CLOSE YOUR EYES/YAMATO」 | 6:42 |
| 合計時間: | 合計時間:            | 合計時間: | 合計時間:  | 75:49                                    |                                    |      |

| #         | タイトル                  | 作詞      | 作曲・編曲 | 編曲                                    | 初出作品                                          | 時間  |
| --------- | ------------------------- | --------- | ---------- | --------------------------------------- | ------------------------------------------------- | ----- |
| 1.        | 「Captain of the Ship」   |           |            | 瀬尾一三、長渕剛                        | アルバム『Captain of the Ship』                   | 12:44 |
| 2.        | 「YAMATO」                |           |            | 長渕剛                                  | シングル「CLOSE YOUR EYES/YAMATO」                | 5:44  |
| 3.        | 「西新宿の親父の唄」      |           |            | 瀬尾一三                                | アルバム『JEEP』                                  | 5:44  |
| 4.        | 「くちづけ」              |           |            | 笛吹利明                                | アルバム『SAMURAI』                               | 6:46  |
| 5.        | 「JEEP」                  |           |            | 長渕剛、瀬尾一三                        | シングル「JEEP」                                  | 3:42  |
| 6.        | 「NEVER CHANGE」          |           |            | 瀬尾一三、長渕剛                        | アルバム『昭和』                                  | 5:36  |
| 7.        | 「STAY DREAM [LIVE]」     |           |            |                                         | アルバム『長渕剛 ALL NIGHT LIVE IN 桜島 04.8.21』 | 5:25  |
| 8.        | 「HOLD YOUR LAST CHANCE」 |           |            | 瀬尾一三                                | アルバム『HOLD YOUR LAST CHANCE』                 | 4:15  |
| 9.        | 「お家へかえろう」        |           |            | 矢島賢                                  | アルバム『JEEP』                                  | 5:49  |
| 10.       | 「いのち」                |           |            | 長渕剛／Strings & Synth. Arr.：瀬尾一三 | アルバム『ふざけんじゃねぇ』                      | 5:25  |
| 11.       | 「いつかの少年 [LIVE]」   |           |            |                                         | ライブビデオ『LIVE'92 "JAPAN" IN TOKYO DOME』     | 7:38  |
| 12.       | 「Myself」                |           |            | 瀬尾一三                                | アルバム『JEEP』                                  | 5:17  |
| 合計時間: | 合計時間:                 | 合計時間: | 合計時間:  | 74:05                                   |                                                   |       |

## スタッフ・クレジット
- 長渕剛 - プロデューサー
- 角川春樹 - プロデューサー
- 相川洋一 - マスタリング・エンジニア
- 岡田功（フォーライフミュージックエンタテイメント） - A&Rディレクター
- 横田利夫（フォーライフミュージックエンタテイメント） - アーティスト・プロモーター
- 蛯沢康仁（オフィスレン） - ロード・マネージャー
- 神康幸（オフィスクレッシェンド） - クリエイティブ・ディレクター
- 澤秀樹 (sdg) - アート・ディレクター、デザイナー
- 長濱治 - 写真撮影
- 中村英莉（オフィスクレッシェンド） - コーディネーター
- 田村隆夫（東芝EMI） - スペシャル・サンクス
- 角川春樹オフィス - スペシャル・サンクス
- 石川光 (IDEA) - スペシャル・サンクス
- 後藤由多加 - エグゼクティブ・プロデューサー